# Weißbrusttaube
Die Weißbrusttaube (Columba leucomela) ist eine Art der Taubenvögel, die der Unterfamilie Columbinae zugerechnet wird. Die Art ist ein Vertreter der Avifauna Australiens. Sie ist die einzige Art der Feldtauben, die auf dem australischen Kontinent vorkommt.
Die IUCN stuft die Weißbrusttaube als eine in ihrem Bestand nicht gefährdete (least concern) Art ein.

## Erscheinungsbild
Die Weißbrusttaube erreicht eine Körperlänge von bis zu 40 Zentimetern und ist damit größer als eine Ringeltaube. Auf das Schwanzgefieder entfallen zwischen 13 und 17 Zentimeter, der Schnabel ist 2, bis 2,8 Zentimeter lang. Das Gewicht beträgt zwischen 370 und 450 Gramm.
Beide Geschlechter haben einen cremeweißen Kopf, Hals und oberen Mantel. Einige Individuen sind auf dem Scheitel jedoch auch grau gefleckt. Die Federn auf dem oberen Mantel haben graubraune Flecken und gehen dann in den schwärzlichen unteren Mantel über. Dieser Teil des Gefieders irisiert je nach Lichteinfall metallisch grün, violett oder blauschwarz. Der Rücken und der Bürzel sind schwarz mit glänzend violetten bis glänzend grünen Federsäumen. Das Schwanzgefieder ist schwarz. Die Flügeldecken sind gleichfalls schwarz, sind aber schmal grünlich oder blauviolett gesäumt. Die Hand- und Armschwingen sind braunschwarz. Die Kehle und das Kinn sind cremeweiß und gehen dann in eine schmutzig weiße Brust und einen schmutzig weißen Bauch über. Die Flanken sind grau gesprenkelt, die Unterschwanzdecken sind grau mit einer rötlich-braunen Fleckung. Die Iris ist gelb und von einem orangen Ring umgeben. Der Augenring ist matt rot, die Wachshaut ist rotviolett, der Schnabel ist rot mit einer gelben Spitze.

## Verwechslungsmöglichkeiten
Die Weißbrusttaube kann mit verwilderten Stadttauben verwechselt werden. Diese sind aber kleiner und haben einen kürzeren Schwanz sowie längere und spitzere Flügel. Jungvögel der Hauben-Fruchttaube weisen ebenfalls eine Ähnlichkeit mit der Weißbrusttaube auf, da bei ihnen die für die Art charakteristische Haube noch nicht entwickelt ist. Sie haben jedoch auf dem Schwanzgefieder ein schmales graues Querband, was eine eindeutige Identifikation ermöglicht.
Die Zweifarben-Fruchttaube kommt zwar im Verbreitungsgebiet der Weißbrusttaube vor, ist aber auf Grund ihres überwiegend cremeweißen Körpergefieders unverwechselbar.

## Verbreitungsgebiet und Lebensraum

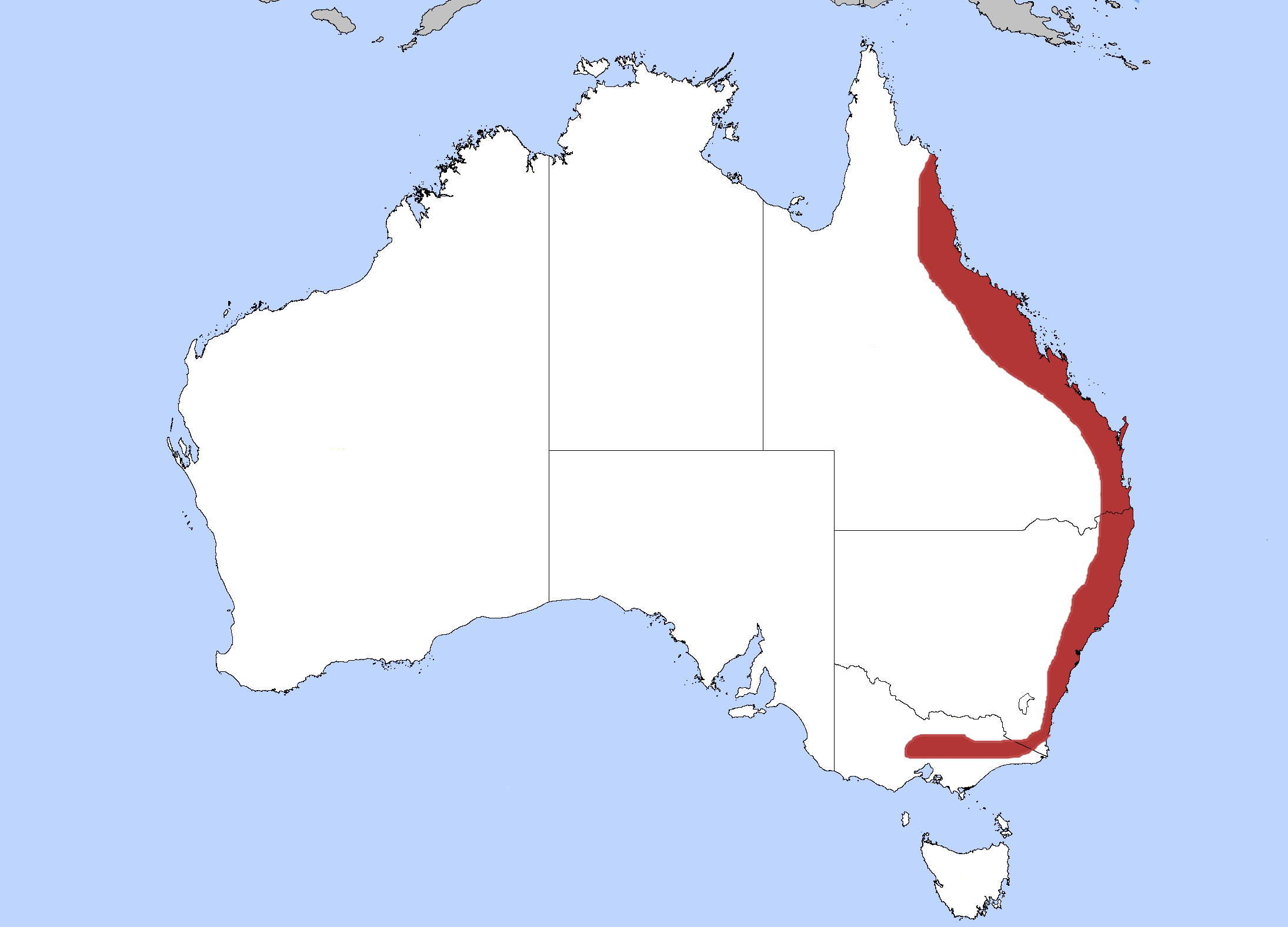
Verbreitungsgebiet der Weißbrusttaube

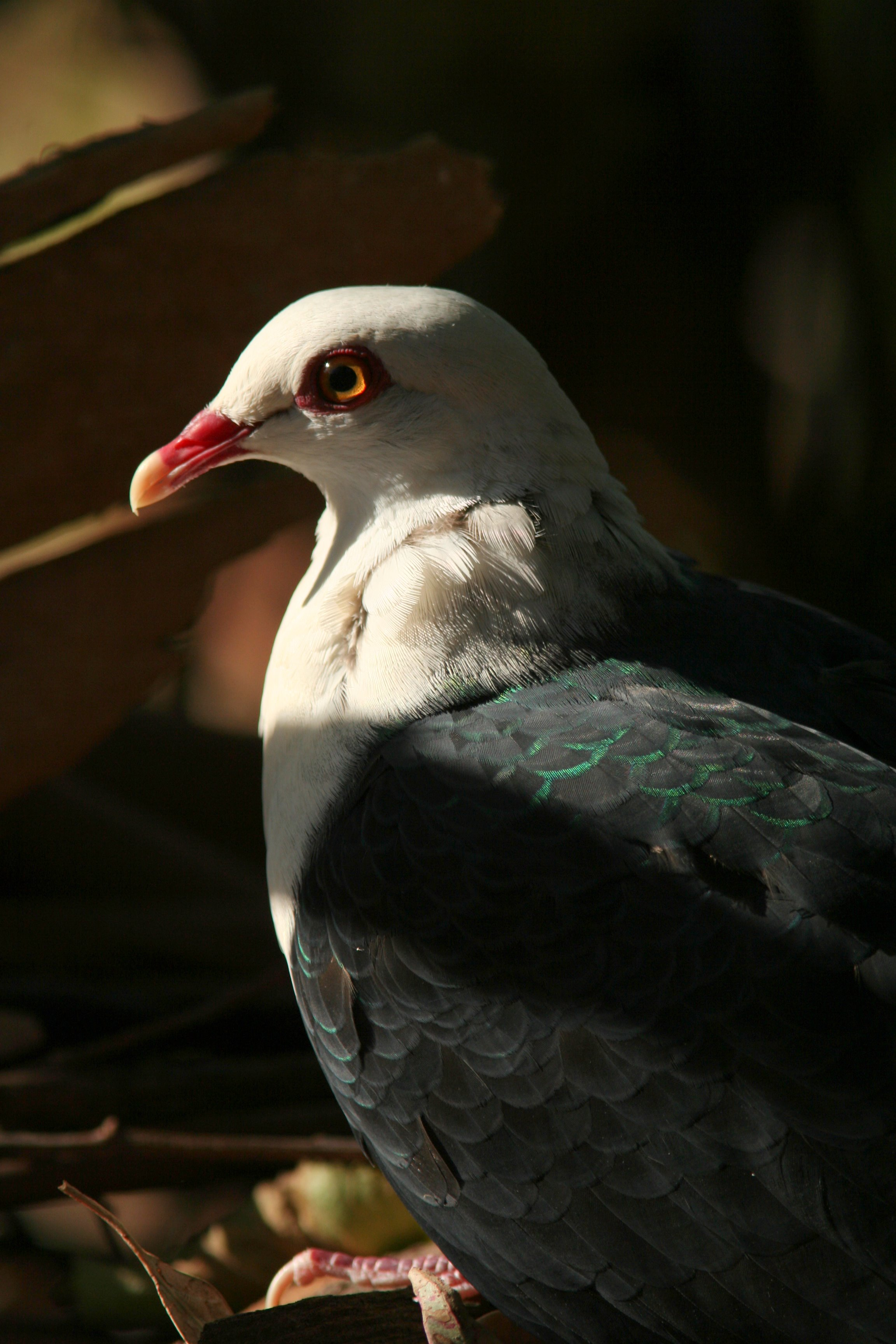
Weißbrusttaube

Die Weißbrusttaube kommt nur an der Ostküste Australiens vor. Ihr Verbreitungsgebiet reicht von Cooktown im australischen Bundesstaat Queensland bis in den Norden von Eden in New South Wales. Sie besiedelt in diesem Verbreitungsgebiet die Küstengebiete sowie die angrenzenden Gebirge und Hochplateauebene. Südlich von Sydney ist die Weißbrusttaube ein insgesamt seltener Vogel und möglicherweise nur außerhalb der Brutzeit in dieser Region anzutreffen.
Die Weißbrusttaube lebt in tropischen, subtropischen und gemäßigten Regenwäldern sowie Galeriewälder. Sie kommt vor allem an Waldrändern vor und besiedelt auch isoliert liegende Waldreste und Vorstädte mit dichtem Baumbestand. Während des Winterhalbjahrs ist sie auch auf Agrarflächen zu beobachten.
Die Weißbrusttaube ist grundsätzlich ein Standvogel, durchstreift aber insbesondere im Winterhalbjahr ein größeres Gebiet. Im Norden vorkommende Populationen finden sich im australischen Frühjahr regelmäßig in den unmittelbaren Küstenregionen auf. In den heißen Sommermonaten sind sie vor allem in den Hochebenen zu beobachten.

## Lebensweise
Weißbrusttauben sind einzelgängerisch, in Paaren oder gelegentlich in Trupps von mehr als 50 Individuen zu beobachten. Sie sind in der Regel nicht mit anderen fruchtfressenden Tauben vergesellschaftet.
Sie halten sich überwiegend im Baumkronenbereich auf und sind dort meistens nur durch ihren weichen coo-Ruf zu identifizieren. Sie kommen nur sehr selten auf dem Erdboden; meistens, um dort herabgefallene Früchte zu fressen oder zu trinken. Das Spektrum der Früchte, die von ihnen gefressen werden, ist sehr groß. Eine besondere Rolle spielen Feigen, aber auch ein die Früchte mehrerer Gattung der Lorbeergewächse. Im Vorstadtbereich fressen sie auch die Früchte des in Australiens eingeführten Kampferbaums. Auf Agrarflächen finden sie sich gelegentlich ein, um das bei der Ernte herabgefallene Getreide aufzunehmen.
Weißbrusttauben leben taubentypisch ein einzelnes, weißschaliges Ei. Es wird von beiden Elternvögeln über einen Zeitraum von 19 bis 20 Tagen bebrütet. Die Nestlinge verlassen mit einem Alter von 20 Lebenstagen das Nest.

## Trivia
Der Säulengärtner, eine Art der Laubenvögel mit ausgeprägten Spöttereigenschaften, imitiert unter anderem die Rufe der Weißbrusttaube.